# الاتصال التنظيمي
الاتصال التنظيمي(في الانجليزية Organizational Communication) هو موضوع بحث عند تقاطع علوم الاتصال (خاصة أبحاث العلاقات العامة) والنظرية التنظيمية ويصف عمليات الاتصال الداخلية والخارجية للمنظمات. وبالتالي ، يُفهم الاتصال التنظيمي عمومًا على أنه اتصال داخل المنظمات وكتواصل بينها. إذا كان الاتصال التنظيمي يشير إلى الشكل التنظيمي للشركة ، فإن هذا يشار إليه أيضًا باسم الاتصال المؤسسي. أنواع الاتصالات التنظيمية الأخرى هي على سبيل المثال ب. الاتصال بالجمعيات ، والاتصال بالمنظمات غير الحكومية والاتصال الحزبي

## تعريف المصطلح

### مفهوم المصطلح في العلم
يستخدم المصطلح بشكل مختلف في الأدبيات المتخصصة ؛ أساسيات فهم يمكن العثور على المصطلح في Anna Maria Theis-Berglmair (2003) و Manfred Rühl (2015) و Herger (2004). يغطي الاتصال في المنظمات جميع عمليات الاتصال الداخلية ، مثل العمل الجماعي أو عمليات صنع القرار. يغطي اتصال المنظمات جميع عمليات الاتصال الخارجي. بالإشارة إلى النظرية التنظيمية ، تخضع العلاقات العامة للتواصل التنظيمي كمنطقة فرعية. هنا ، يكمن الاهتمام البحثي ، على سبيل المثال ، في التأثير التكويني للمنظمات على اختيار الموضوعات ومعالجتها بواسطة وسائل الإعلام (انظر أطروحة التحديد).
يمكن أن تلعب وسائل الإعلام التقنية دورًا في عمليات الاتصال. لا يجب بالضرورة أن يركز الاتصال التنظيمي كمجال بحثي على التواصل في المنظمات أو من خلالها أو حتى بالنسبة لها بالمعنى المؤسسي ، ولكن يمكن فهمه على أنه اتصال بأفكار تنظيمية مفهومة ديناميكيًا ، والتي تنعكس ، على سبيل المثال ، في أشكال مختلفة من النماذج التنظيمية أو المفاهيم التنظيمية.
يستخدم مصطلح الاتصال التنظيمي أيضًا بالمعنى الضيق للعلاقات العامة أو العلاقات العامة أو بمعنى الاتصال المؤسسي المتكامل ، والذي ينتقي جزئيًا ، مع ذلك ، جوانب محددة فقط من المصطلح العام. من وجهة نظر علم الاتصال ، يعد الاتصال التنظيمي نوعًا من الاتصال يعتمد على درجة الدعاية جنبًا إلى جنب مع الاتصال الفردي والجماعي والجماعي.

## دراسات
بالإضافة إلى الدورات التدريبية تحت اسم الاتصال التنظيمي ، هناك دورات ذات محتوى تعليمي مشابه تحت أسماء أخرى مثل إدارة الاتصالات والعلاقات العامة والتواصل الاستراتيجي واتصالات الشركات.